# Van Buren County, Iowa
Van Buren County är ett administrativt område i delstaten Iowa, USA, med 7 570 invånare. Den administrativa huvudorten (county seat) är Keosauqua.

## Geografi
Enligt United States Census Bureau har countyt en total area på 1 271 km². 1 256 km² av den arean är land och 15 km² är vatten.

### Angränsande countyn
- Jefferson County - norr
- Henry County - nordost
- Lee County - öst
- Clark County, Missouri - sydost
- Scotland County, Missouri - sydväst
- Davis County - väst

### Orter
- Birmingham
- Bonaparte
- Cantril
- Farmington
- Keosauqua (huvudort)
- Milton
- Stockport